# Antonina Iwanowna Abarinowa

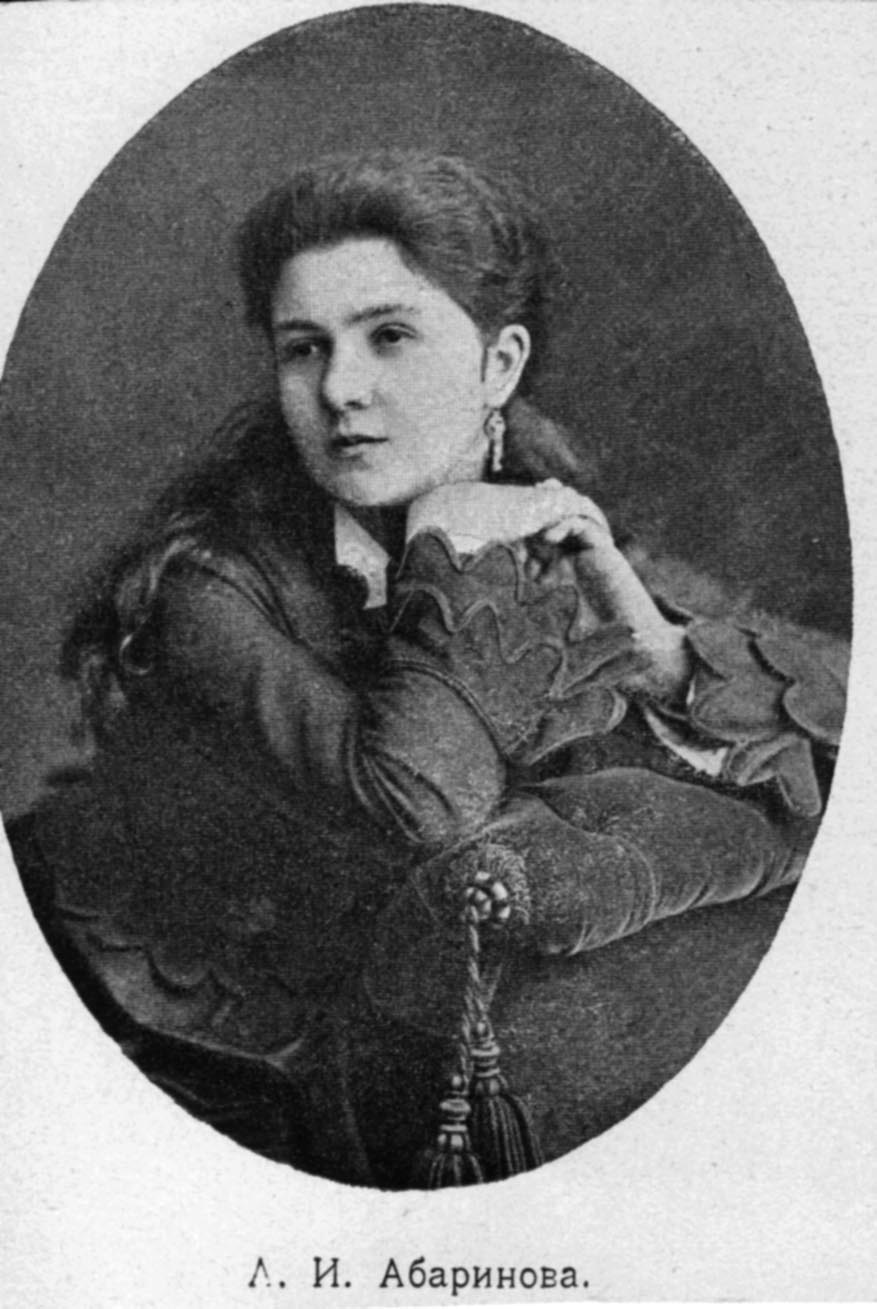

Antonina Iwanowna Abarinowa (russisch Антонина Ивановна Абаринова, geboren als Antonina Iwanowna Reichelt, russisch Антонина Ивановна Рейхельт; * 12. Julijul. / 24. Juli 1842greg. in Wladimir, Russisches Kaiserreich; † 16. Julijul. / 29. Juli 1901greg.) war eine russische Opernsängerin, zunächst im Stimmfach Alt und später Mezzosopran. Sie war auch als Schauspielerin aktiv.

## Leben
Antonina Iwanowna Abarinowa erhielt ihre Schulbildung am Patriotischen Institut, einer Mädchenschule in Sankt Petersburg. Hier erhielt sie ihren Abschluss 1858. Sie studierte Gesang bei Luigi Piccioli (1812–1862) in Sankt Petersburg. Danach studierte sie in Mailand bei Francesco Lamperti und Alberto Mazzucati sowie 1874 in Paris bei Pauline Viardot-García. Sie debütierte 1861 in Genua. In den nächsten Jahren sang sie in Odessa, Moskau und anderen Städten. Sie sang in Il trovatore, Norma und Lucrezia Borgia. Ab 1867 trat sie an den Opernhäusern in Odessa und Tiflis auf. Am 1. September 1872 debütierte sie in Sankt Petersburg in La Périchole in der Titelrolle. Auf Empfehlung und Wunsch von Eduard Nápravník und des Baritons Gennadij Kondratjew (1834–1905) wurde sie ins Ensemble des Mariinski-Theaters aufgenommen. Hier war sie von 1873 bis 1878 engagiert. Sie sang Wanja in Iwan Sussanin, die Fürstin in Russalka von Alexander Sergejewitsch Dargomyschski, Laura in Der steinerne Gast, die Spiridonowna in Des Feindes Macht von Alexander Nikolajewitsch Serow und Lady Pamela in Fra Diavolo. Ab 1878 bis zu ihrem Tod war sie nur noch in Sprechrollen in Theaterstücken zu sehen. Sie spielte am Alexandrinski-Theater. Darunter waren Rollen in Verstand schafft Leiden, Mädchen ohne Mitgift und Der Wald von Alexander Nikolajewitsch Ostrowski.